# Некрасовская линия
Некра́совская линия (в перспективе — Тро́ицко-Некра́совская) — пятнадцатая по официальной нумерации и четырнадцатая по хронологии линия Московского метрополитена. Её первый участок «Некрасовка» — «Косино» протяжённостью 6,9 км с 4 станциями был открыт 3 июня 2019 года. Впервые в истории московского метро открытие новой линии начали с участка, расположенного за МКАД. Она полностью подземная, связывает районы Некрасовка, Косино-Ухтомский, Выхино-Жулебино, Рязанский и Нижегородский, в административных округах ЮВАО и ВАО. Является дублёром юго-восточного участка Таганско-Краснопресненской линии. На схемах обозначается розовым цветом и числом . В перспективе её планируется объединить с Троицкой линией. Стала второй в Московском метрополитене после Филёвской и третьей после Кировско-Выборгской линии Петербургского метрополитена в России, на которой к управлению электропоездом допущены женщины.
Линия по состоянию на 2025 год — один из лидеров по средней скорости движения поездов (45,8 км/ч).

## Описание
При открытии стала второй в истории и единственной на тот момент линией Московского метрополитена, полностью находившейся за пределами МКАД (в 2003—2014 годах этот статус имела Бутовская линия).
26 октября 2019 года, после закрытия Каховской линии, стала самой короткой линией метро. 27 марта 2020 года лишилась обоих статусов после открытия второго участка со станциями «Юго-Восточная», «Окская», «Стахановская» и «Нижегородская», а также временно присоединёнными к линии станциями БКЛ «Авиамоторная» и «Лефортово».
31 декабря 2020 года линия была продлена до станции «Электрозаводская», которая стала 11-й на Некрасовской линии и 239-й в Московском метрополитене. В 2023 году с 17-19 февраля участок «Нижегородская» — «Электрозаводская» был закрыт для переподключения к Большой кольцевой линии, и с 20 февраля Некрасовская линия стала заканчиваться на станции «Нижегородская» до её перспективного соединения с Троицкой линией.
На Некрасовской линии планируется использовать систему автоведения, которая будет работать совместно с системой безопасности движения — АЛС-АРС (частотами на пульте в кабине поезда), для чего закупается около 495 тыс. единиц различного оборудования, в число которых входят системы вентиляции и электронные компоненты по навигации, однако автоведение не будет использоваться как основной режим. Сигналы АЛС-АРС имеют приоритет над командами автоведения.

## Название
Своё первоначальное рабочее название «Кожуховская» линия получила по бывшей деревне Кожухово (ныне одноимённый микрорайон) в районе Косино-Ухтомский, через который она проходит. В Москве же на Люблинско-Дмитровской линии есть станция «Кожуховская», названная по другой бывшей деревне Кожухово в Южнопортовом районе Москвы. Это породило топонимический казус, вследствие чего было решено провести голосование на портале «Активный гражданин» о переименовании линии. Предлагалось оставить старое название или сменить его на «Некрасовская». По результатам голосования за переименование высказались 70,35 % участников.

## История
Изначально планировалось пустить линию параллельно Волгоградскому проспекту в Москве, в результате чего на старых планах развития этой трассы метрополитена (до 2009 года) значилась станция «Самаркандский бульвар», которая должна была располагаться на пересечении Самаркандского бульвара и Волгоградского проспекта в районе 138 квартала Выхина. 16 марта 2012 года в качестве меры удешевления метро было предложено строить Некрасовскую линию мелким заложением, изменив планировавшуюся ранее трассировку. Линия была перенесена с Волгоградского на Рязанский проспект. Ориентировочно это должно было помочь сэкономить 40 млрд рублей.
13 сентября 2012 года Градостроительно-земельная комиссия города Москвы одобрила проект планировки участка Некрасовской линии от станции «Нижегородская» до станции «Некрасовка». Согласно проекту планировки, линия пройдёт по территориям районов Нижегородский, Рязанский, Выхино-Жулебино и Некрасовка Юго-Восточного административного округа Москвы, а также по территории района Косино-Ухтомский Восточного округа. От Нижегородской улицы трасса линии пройдёт вдоль Рязанского проспекта, Ферганской улицы, далее под кварталами жилого района Выхино-Жулебино, затем пересечёт Рязанское направление МЖД и вдоль проектируемой магистрали Москва — Нижний Новгород — Казань и Покровской улицы придёт в центр района Некрасовка.
При строительстве Некрасовской линии и некоторых тоннелей Большой кольцевой линии использовался опыт испанских метростроителей, которые предлагают сооружать один тоннель диаметром десять метров для движения поездов в обоих направлениях. По словам заместителя мэра Москвы по градостроительной политике и строительству Марата Хуснуллина, такой способ позволит снизить стоимость строительства на 30 % и сэкономить порядка 80 миллиардов рублей.
Объекты Некрасовской линии проектирует ОАО «Мосинжпроект». Фактическое строительство линии началось 26 февраля 2013 года, когда в основание стены в грунте будущей станции «Некрасовка» была забурена первая свая. К строящейся станции метро проложены новые питающие кабельные линии.

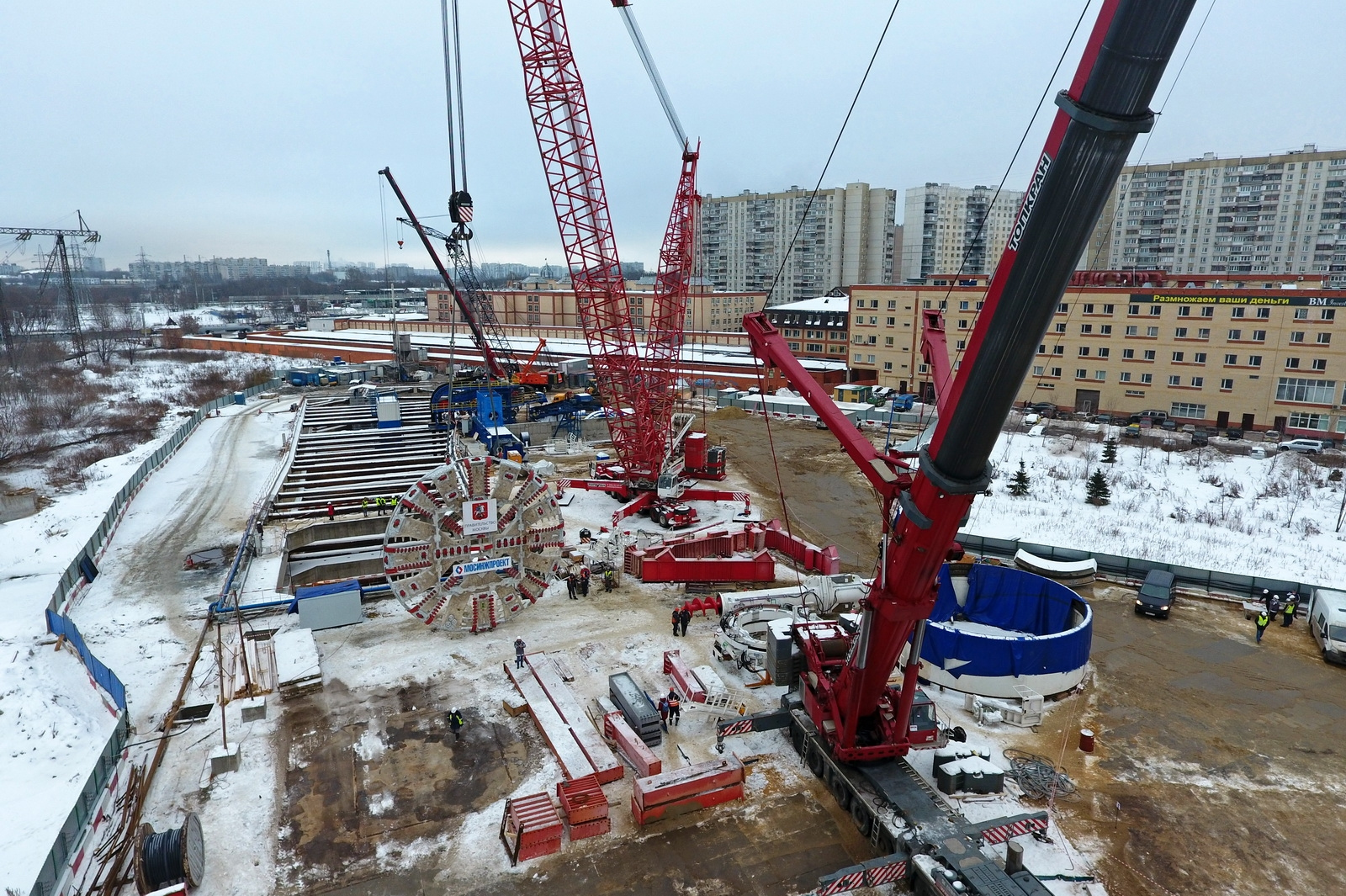
Монтажная камера для ТПМК на участке строительства линии метро в районе начала Привольной улицы (декабрь 2016 года).

В июне 2015 года на заседании президиума Правительства Москвы был утверждён проект планировки участка линии «Окская» — «Стахановская» — «Нижегородская». Предусмотрено, что станция «Стахановская улица» расположится у пересечения Рязанского проспекта со 2-м Грайвороновским проездом, принимая 100 тысяч человек в сутки; станция «Нижегородская улица» будет находиться у пересечения Рязанского проспекта с Малым кольцом МЖД, принимая 400 тысяч человек в сутки и выполняя функции пересадочной станции (запланировано наличие перехода на станцию «Нижегородская» Большой кольцевой линии). Мэр Москвы С. С. Собянин отметил, что строящаяся Некрасовская линия «является рекордной по охвату населения, которому она улучшит транспортную доступность, — это около миллиона человек»; она заметно разгрузит серьёзно перегруженную Таганско-Краснопресненскую линию.
В конце 2017 — в начале 2018 года заявлялось о том, что первый участок линии с четырьмя станциями от «Некрасовки» до «Косино» будет запущен отдельно, но ввиду отсутствия технической возможности для такого пуска, по словам М. Ш. Хуснуллина, всю линию планировалось открыть для пассажиров одновременно. Но уже в январе 2019 года линию снова решили сдавать двумя участками: первый участок «Косино» — «Некрасовка» — к лету 2019 года, а второй, от «Косино» до «Нижегородской» — в конце 2019 года.
В январе 2019 на трассе строительства линии происходили провалы грунта:
- 15 января 2019 года произошёл провал в районе дома 2 по Ферганской улице. На сутки полностью перекрывалось движение на участке от улицы Академика Скрябина до Сурского проезда[28].
- 19 января 2019 года движение на том же участке вновь перекрывалось из-за нового проседания грунта[29].

До конца 2019 года были завершены строительные работы на втором участке линии от станции «Косино» с промежуточными «Юго-Восточной», «Окской» и «Стахановской» до станции «Нижегородская»  (пересадка на Большую кольцевую линию и Московское центральное кольцо), а также участка БКЛ от «Нижегородской» до «Лефортово», который временно вошёл в состав линии.

### Открытие линии
Технический пуск первого участка «Некрасовка» — «Косино» состоялся 31 августа 2018 года, а его открытие — 3 июня 2019 года.
2 января 2020 года был проведён технический пуск второго участка «Косино» — «Лефортово», включающего участок Большой кольцевой линии. Его открытие было запланировано на конец марта 2020 года.
С 20 до 24 марта 2020 года линия была закрыта для пассажиров в связи с подключением нового участка «Косино» — «Лефортово».
Второй участок Некрасовской линии со станциями «Юго-Восточная», «Окская», «Стахановская» и «Нижегородская» был открыт 27 марта 2020 года.
Участок БКЛ от «Лефортово» до «Электрозаводской» был открыт 31 декабря 2020 года в составе Некрасовской линии.
С 17 по 19 февраля 2023 года участок Некрасовской линии от «Электрозаводской» до «Нижегородской» был временно закрыт для подключения его к Большой кольцевой линии. 20 февраля 2023 года участок возобновил свою работу с последующим переходом в состав Большой кольцевой линии.

## Перспективы
По словам М. Ш. Хуснуллина, побывавшего 15 февраля 2014 года на месте, где сооружалась станция «Лухмановская», ставилась задача продления Некрасовской линии от «Лефортово» до «Рубцовской» («Электрозаводской»), а «в идеальном варианте» — до станции «Нижняя Масловка» («Савёловская»), однако позже эти участки будут исключены из Некрасовской линии и переданы в состав Большой кольцевой. Таким образом временно в Москве должен был появиться самый длинный маршрут метро в Европе протяжённостью около 60 километров. Он протянулся бы от станции «Рассказовка» до «Шелепихи», далее по северной части Большой кольцевой линии до «Нижегородской» и по Некрасовской линии до «Некрасовки». Его планировалось запустить в 2021 году. Реализация маршрута не состоялась из-за разъединения Солнцевской линии и Большой кольцевой.
Институт Генплана Москвы предлагает в будущем продлить линию вдоль МЦК и объединить её с Троицкой линией. 13 декабря 2019 года эту информацию подтвердил Михаил Крестмейн, главный инженер Института Генплана Москвы.

## Станции
|        | Название станции Прежние названия | Дата открытия | Пере- садки | Глубина, м | Тип конструкции                          | Координаты                      | Вид станции |
| ------ | --------------------------------- | ------------- | ----------- | ---------- | ---------------------------------------- | ------------------------------- | ----------- |
| @15 01 | «Нижегородская»                   | 27 марта 2020 | 11 14 D4    | −21,8      | колонная мелкого заложения пятипролётная | 55°43′57″ с. ш. 37°43′42″ в. д. |             |
| @15 02 | «Стахановская»                    | 27 марта 2020 |             | −19        | колонная мелкого заложения двухпролётная | 55°43′38″ с. ш. 37°45′08″ в. д. |             |
| @15 03 | «Окская»                          | 27 марта 2020 |             | −21        | колонная мелкого заложения двухпролётная | 55°43′07″ с. ш. 37°46′53″ в. д. |             |
| @15 04 | «Юго-Восточная»                   | 27 марта 2020 |             | −20        | колонная мелкого заложения двухпролётная | 55°42′19″ с. ш. 37°49′05″ в. д. |             |
| @15 05 | «Косино»                          | 3 июня 2019   | 07 D3       | −27        | колонная мелкого заложения трёхпролётная | 55°42′12″ с. ш. 37°51′04″ в. д. |             |
| @15 06 | «Улица Дмитриевского»             | 3 июня 2019   |             | −18        | колонная мелкого заложения двухпролётная | 55°42′37″ с. ш. 37°52′48″ в. д. |             |
| @15 07 | «Лухмановская»                    | 3 июня 2019   |             | −15        | колонная мелкого заложения трёхпролётная | 55°42′31″ с. ш. 37°54′03″ в. д. |             |
| @15 08 | «Некрасовка»                      | 3 июня 2019   |             | −16        | колонная мелкого заложения двухпролётная | 55°42′10″ с. ш. 37°55′42″ в. д. |             |

## Электродепо
| Электродепо     | Период                 |
| --------------- | ---------------------- |
| ТЧ-20 «Руднёво» | 2019 — настоящее время |

## Подвижной состав

### Количество вагонов в поезде
| Количество | Период                 |
| ---------- | ---------------------- |
| 8          | 2019 — настоящее время |

### Тип подвижного состава
| Тип                                | Период                 |
| ---------------------------------- | ---------------------- |
| 81-765.4/766.4/767.4 «Москва-2019» | 2019 — настоящее время |
| 81-765/766/767 «Москва»            | 2020—2023              |

## Средства сигнализации и связи
В качестве основного средства сигнализации на линии используется система АЛС-АРС без автостопов и защитных участков с нормально погашенными светофорами автоматического действия. Резервное (дополнительное) средство сигнализации — автоблокировка без автостопов и защитных участков. Используется для проезда подвижного состава с необорудованными/неисправными/отключенными устройствами АЛС-АРС.

## В культуре
Некрасовская линия присутствует в дополнении (моде) «Metrostroi Subway Simulator» к игре «Garry’s Mod» в Steam. Функционирует в виде аддонов Steam Workshop и разработана «игроками-энтузиастами». Дополнение отличается от других компьютерных симуляторов поезда высокой реалистичностью.